# Escouade
À l'origine, une escouade était une fraction d’une compagnie (d'une section plus précisément) sous les ordres d'hommes dans une escouade.
Par extension, on utilise aussi le mot escouade pour désigner un groupe spécial commandé par un chef.
Durant la Première Guerre mondiale, et dans l'armée française, une section d'infanterie comprend 2 à 3 escouades chacune commandée par un caporal.

## Dans la littérature
- L'Escouade pourpre, cinquième tome de la série de bande dessinée Louis la Guigne
- L'Escouade des Ombres, manga écrit par Alex Nikolavitch et dessiné par Shong Yong
- L'Escouade des serpents, une équipe de super-vilains appartenant à l'univers de Marvel Comics.
- Le Parapluie de l´escouade, recueil de contes d'Alphonse Allais.